# Volkertshauser Weilerkapelle

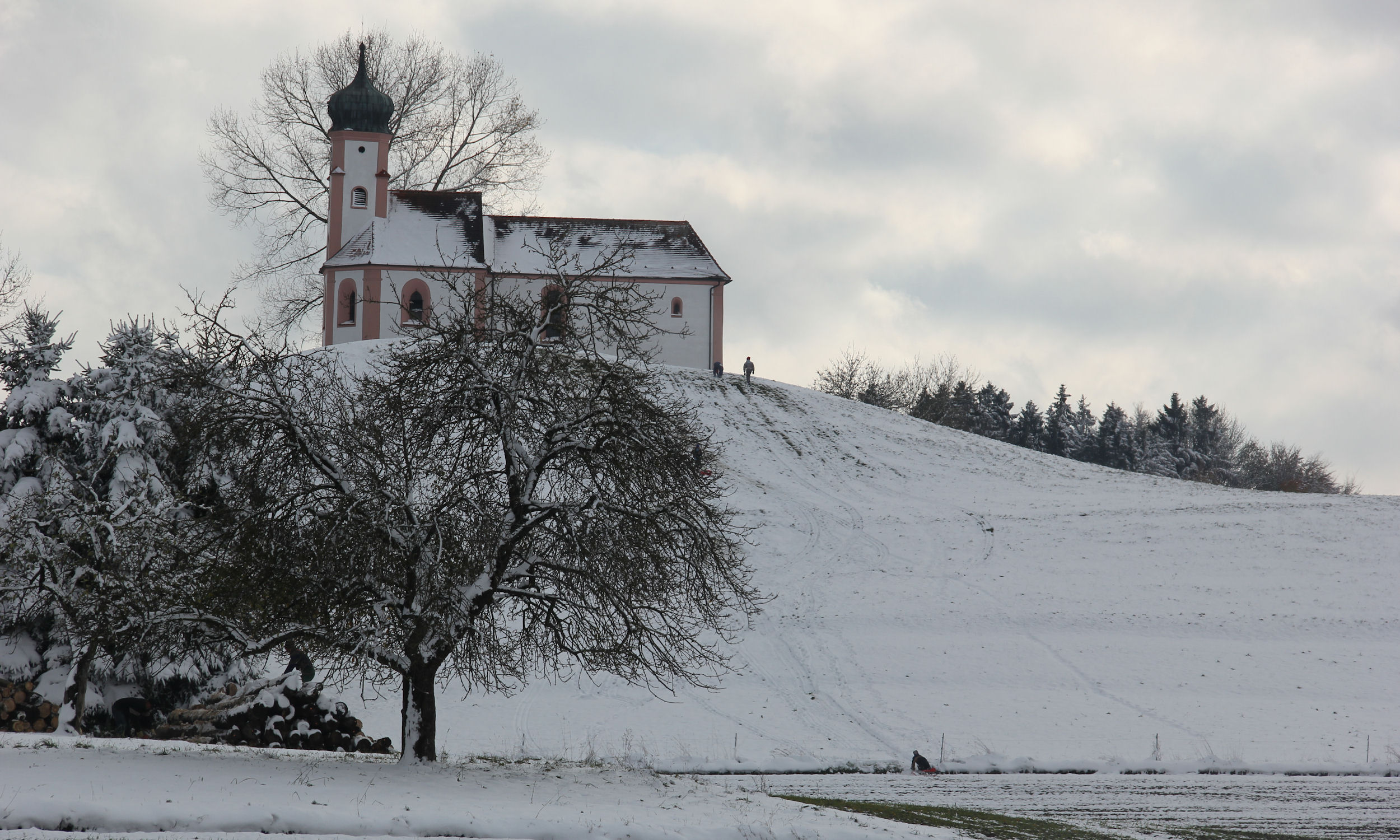
Volkertshauser Weilerkapelle

Die Volkertshauser Weilerkapelle St. Mauritius liegt in Volkertshaus, einem Wohnplatz von Mittelurbach, einem Teilort der Gemeinde Bad Waldsee im Landkreis Ravensburg. Die Wallfahrtskapelle ist auf einem Moränenhügel gelegen und von Weitem gut sichtbar.

## Baugeschichte
Vermutlich befand sich auf dem heutigen Kapellenhügel im frühen Mittelalter eine kleine Burg mit Ökonomiegebäude. Im 12. Jahrhundert wurde dann stattdessen ein Kirchlein gebaut, an dem im 15. Jahrhundert der Chor zugefügt wurde. Im 18. Jahrhundert erhielt der Turm den Zwiebelaufsatz.
Die hölzerne und vergipste Westempore der kleinen Kirche aus dem frühen 16. Jahrhundert wurde im 19. Jahrhundert erneuert. Östlich neben der Tür ist ein halbkugelig vortretendes sandsteineres Weihwasserbecken mit Schild „…A L M 1742“. Der Opferstock stammt aus dem Anfang des 16. Jahrhunderts. Er ist 63 Zentimeter hoch und hat die Form eines Holzpfeilers. Er verfügt über einen gürtelartigen Beschlag, Deckel und Riegellasche sind aus Schmiedeeisen. Der Fußboden besteht aus quadratischen und rechteckigen Backsteinplatten des 18. Jahrhunderts. Vor der Chorstufe und auf deren linken Hälfte hat sich der Estrich der Erbauungszeit erhalten. Über großen Findlingsstücken wurde ein grober Mörtelaufguss angebracht. Ferner tritt im Westende des Schiffs ein Kieselflies zu Tage.

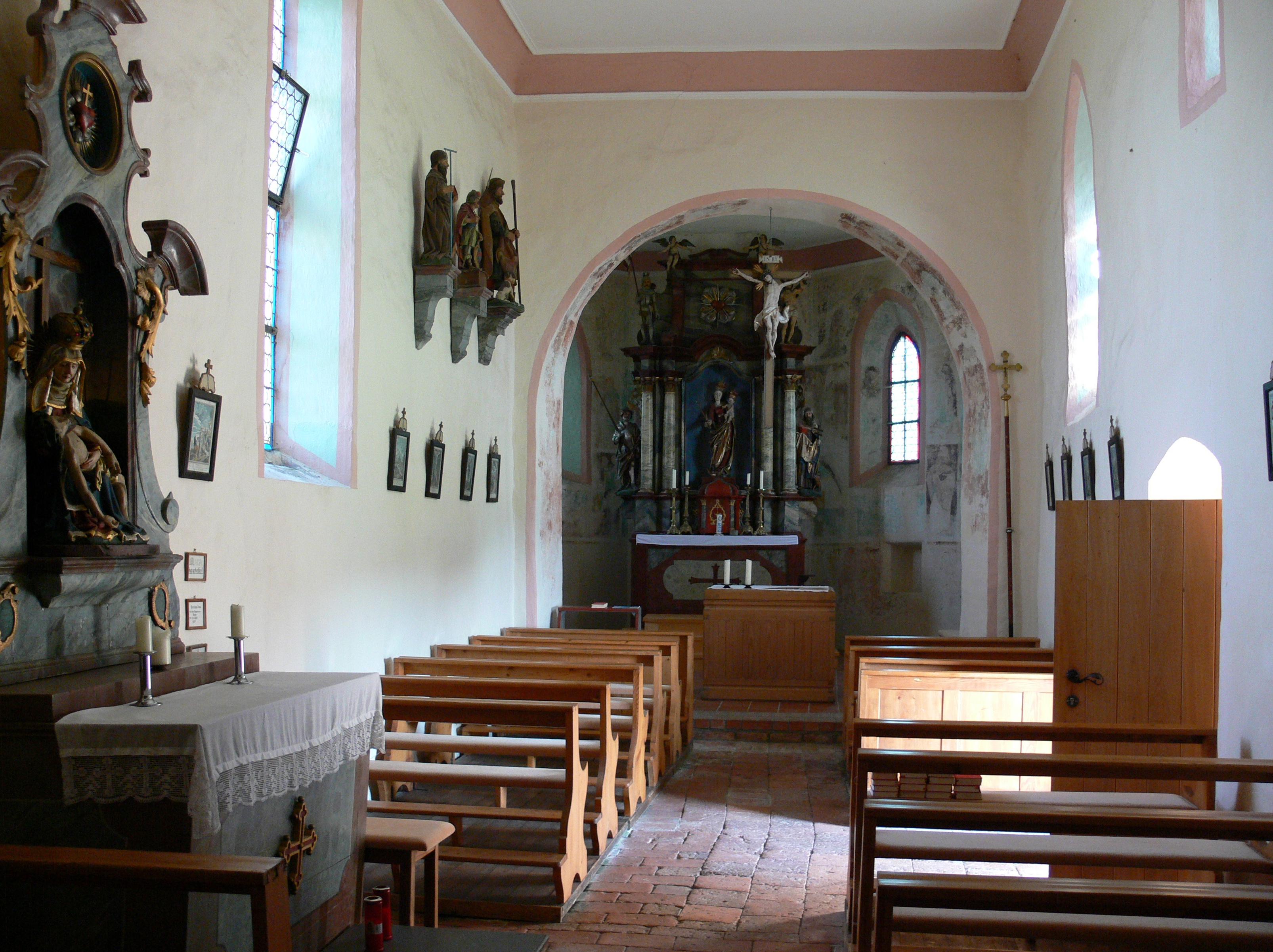
Blick zum Chor

Der Chorraum ist aus der Achse des Schiffes beträchtlich nach Norden gerückt. Mittelalterliche Fresken bedecken die Innenwände. Sie sind aber größtenteils unkenntlich bis auf einen unbekannten Heiligen in Mönchskutte, den Erzengel Michael und Johannes den Täufer. Der Hochaltar mit den seitlichen Säulenpaaren aus marmoriertem Holz wurde zwischen 1740 und 1750 hergestellt. In der Mitte befindet sich eine Mutter Gottes im gotischen Stil. Die Krone wurde ihr erst zur Barockzeit zugefügt. Die beiden Ritter links außen stellen den Hl. Georg und den Hl. Mauritius dar. Rechts außen sieht man den Hl. Antonius mit dem Schwein und den Hl. Sebastian, von Pfeilen durchbohrt. Der Seitenaltar verfügt an der Nordwand über einen stark geschweiften Aufbau und lässt sich ungefähr auf das Jahr 1750 datieren. In der Mittelnische befindet sich eine Pietà von 1480.